# Francisco Buscarons Úbeda
Francisco Buscarons Úbeda (Saragossa, 7 de febrer de 1906 – Barcelona, 6 de gener de 1989) fou un químic, catedràtic de Química analítica de la Facultat de Ciències de la Universitat de Barcelona (UB) i rector de la mateixa de l'any 1951 al 1957.

## Biografia
Nascut a Saragossa de pare català i mare aragonesa es llicencià en Química a la Universitat de Saragossa i inicià la carrera professional en indústries sucreres; l'any 1926 obtingué una plaça de professor químic de duanes i es traslladà a Barcelona.
Habitualment, les assignatures de química analítica de les facultats de ciències a les universitats espanyoles les impartien els professors de química inorgànica i en aquest sentit a la UB ho havia fet  Eugenio Mascareñas de 1879 a 1923 i després Emilio Jimeno fins al començament de la Guerra Civil. Fou el mateix Emilio Jimeno, en ser nomenat el febrer de 1939 Rector de la UB per designació directa de Franco, qui cridà Buscarons per fer-se càrrec de les assignatures de Química analítica. Durant aquests primers anys de docència Buscarons feu la tesi doctoral, “Estudio de los residuos de destilación de fusel de orujo de uva”, presentada a la Universitat Central de Madrid, que era l'única universitat espanyola que en aquell temps tenia competències per atorgar el títol de doctor.
L'any 1942 Buscarons obtingué la càtedra de Química analítica de la Universitat de La Laguna, encara que de fet no hi exercí mai, ja que el 1943 es traslladà a la Universitat de Valladolid i posteriorment el 1945 a la UB on hi romangué fins a la seva jubilació el 1976.
Com a primer catedràtic de Química analítica de la Facultat de Ciències organitzà des de l'arrel l'ensenyament de la disciplina i l'any 1942 publicà un llibre de text que arribà a la 7a edició. Malgrat la falta de mitjans pròpia de la universitat de l'època, compensada en part per les relacions que establí amb el CSIC, l'organisme que gestionava els escassos recursos destinats a la recerca, fou capaç de portar a terme una tasca investigadora rellevant, especialment en l'aplicació de nous reactius orgànics a l'anàlisi d'ions inorgànics. Dirigí una trentena tesis doctorals i publicà més d'un centenar d'articles la major part dels quals en revistes internacionals, fet gens habitual en aquells temps.
A començaments dels anys 50 hi hagué una obertura tímida del règim franquista, que coincidí amb la signatura del  Concordat amb la Santa Seu l'any 1953, els acords econòmics i militars amb els EUA, també el 1953, i la posterior entrada d'Espanya a l'ONU el 1955. Fou nomenat ministre d'Educación Nacional  Joaquín Ruiz-Giménez, membre destacat de l'anomenada família demòcratacristiana que començà a substituir els elements més falangistes. El nou ministre nomenà rectors menys vinculats a l'aparell franquista com Pedro Laín Entralgo a la Universitat Central de Madrid, Antonio Tovar Llorente a la Universitat de Salamanca i de manera sorprenent i inesperada a Buscarons a la Universitat de Barcelona. En aquesta època les protestes universitàries començaven a agafar volada, els estudiants intentaven organitzar-se fora i en contra de l'únic sindicat permès i controlat pet règim, el Sindicato Español Universitario (SEU), amb la creació de grups clandestins que s'anirien consolidant lentament. El 14 de gener de 1957 començà la segona vaga de tramvies a Barcelona, que comportà una manifestació d'estudiants que fou dissolta enèrgicament per la policia; l'endemà una assemblea massiva d'estudiants al pati de Lletres de l'edifici històric de la UB fou interrompuda violentament per membres de la Guardia de Franco i de la policia. El rector Buscarons sortí personalment per evitar-ne l'entrada, però no li feren el més mínim cas, desallotjaren l'edifici i practicaren una quarantena de detencions. Davant d'aquests fets violents i il·legals – la policia no podia entrar en els recintes universitaris sense autorització del rector– Buscarons presentà la dimissió a les autoritats ministerials, dimissió que no li fou acceptada. En considerar que la seva dignitat i funció com a rector havia estat desautoritzada i menystinguda, demanà i aconseguí una excedència especial de tres mesos sense sou per motius de salut i abandonà el rectorat. Aquest fet, insòlit en aquells temps, fa que Buscarons sigui recordat i respectat de manera especial entre els rectors de la Universitat de Barcelona.
Durant l'etapa del seu rectorat, la UB amplià la seva capacitat amb la creació, el 1954, de la  Facultat de Ciències Polítiques, Econòmiques i Comercials, i inicià el procés d'expansió cap a la zona universitària de Pedralbes, amb la inauguració, l'any 1957, del nou edifici de la  Facultat de Farmàcia.
Cal esmentar, d'altra banda, que fou membre de la Reial Acadèmia de Medicina de Catalunya (1958) i de Ciències (1959) de Barcelona, i de l'Orde Vaticana de sant Gregori el Magne.

### Premis i reconeixements
- (1957): Condecoració de l'Ordre d'Alfons X el Savi.[7]
- Premi d'Investigació Ciutat de Barcelona.[4]

## Publicacions
- Acerca de las sustancias psicotropas. Barcelona: Real Academia de Medicina de Barcelona, 1952. Disponible a: Catàleg de les biblioteques de la UB
- Análisis inorgánico cualitativo sistemático. Barcelona: Reverté, 1986. ISBN 8429170839. Disponible a: Catàleg de les biblioteques de la UB
- Análisis inorgánico cualitativo sistemático: macro y semimicro. Barcelona: Manual Marin, 1950. Química analítica qualitativa. Disponible a: Catàleg de les biblioteques de la UB
- Análisis y arancel de productos químicos. Barcelona: Herder, 1936. Disponible a: Catàleg de les biblioteques de la UB
- Reaccionabilidad y posibles aplicaciones analíticas de algunas isonitrosoacetanilidas: la isonitrosoacetanilida y la p-dietilamino isonitrosoacetanilida/ tesi doctoral. Director: José Ibart Aznárez. Barcelona: Universitat de Barcelona. Departament de Química Analítica, 1966. Disponible a: Catàleg de les biblioteques de la UB